# Nałęcza
Nałęcza (prononciation : [naˈwɛnt͡ʂa]) est un  village polonais de la gmina de Szamocin dans le powiat de Chodzież de la voïvodie de Grande-Pologne dans le centre-ouest de la Pologne.
Il se situe à environ 4 kilomètres au nord-ouest de Szamocin (siège de la gmina), 12 kilomètres au nord-est de Chodzież (siège du powiat), et à 80 kilomètres au nord de Poznań (capitale de la Grande-Pologne).

## Histoire
De 1975 à 1998, le village faisait partie du territoire de la voïvodie de Piła.

Depuis 1999, Nałęcza est situé dans la voïvodie de Grande-Pologne.
Le village possède une population de 319 habitants en 2006.